# Guinan
Guinan és un personatge recurrent de la franquícia Star Trek, interpretat per l'actriu estatunidenca Whoopi Goldberg. El personatge va aparèixer per primera vegada a la sèrie de televisió Star Trek: La nova generació el 1988 i va continuar apareixent a les pel·lícules Star Trek: Generations i Star Trek: Nemesis, així com a la sèrie de televisió Star Trek: Picard. També va ser interpretada de petita per Isis Carmen Jones a l'episodi "Trapelles" i una versió més jove del personatge per Ito Aghayere a Picard.
Guinan és una cambrera a la sala d'espera Ten-Forward a bord de la nau estel·lar USS Enterprise-D. El personatge apareix per primera vegada a l'episodi d'obertura de la segona temporada "El nen", i fa aparicions recurrents durant les quatre temporades següents. Guinan es va inspirar en part en el personatge Yoda de "Star Wars", i es diu que té centenars d'anys i té la saviesa i la perspicàcia corresponents, que sovint utilitza per desactivar situacions difícils o consolar altres personatges.

## Història

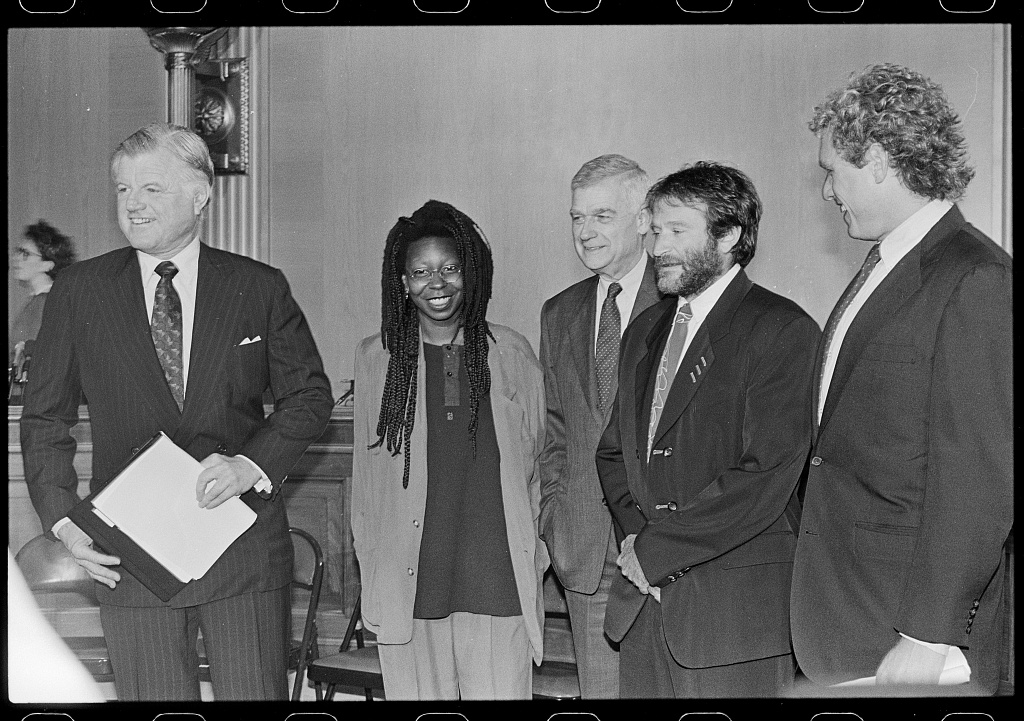
L'actriu Whoopi Goldberg amb el senador Ted Kennedy, el senador Mark Hatfield, el representant Joseph Kennedy II i el també actor Robin Williams el 1990

Després de la marxa de Denise Crosby del paper de Tasha Yar durant la primera temporada de Star Trek: La nova generació, l'actriu Whoopi Goldberg va creure que hi havia una vacant per a una actriu femenina a la sèrie. Havia estat fan de Star Trek tota la vida, després d'haver estat inspirada per convertir-se en actriu per les aparicions de Nichelle Nichols com a Uhura a La sèrie original. Goldberg va recordar més tard que va veure per primera vegada un episodi de la sèrie quan era jove i que, després que Uhura aparegués a la pantalla, va sortir corrent per casa seva cridant "Vine aquí, mare, tothom, vine ràpid, vine ràpid, hi ha una senyora negra a la televisió i no és cap criada!" Goldberg es va acostar al seu amic LeVar Burton, que va interpretar Geordi La Forge a La nova generació, però els productors de la sèrie la van ignorar, segons un relat creient que els estaven fent una broma fins que Goldberg va trucar directament a l'oficina de producció. Tanmateix, el productor executiu Rick Berman va recordar més tard que va ser el mànager de Goldberg qui va fer la trucada, convidant-lo a ell i al creador de la sèrie Gene Roddenberry a dinar amb Goldberg per parlar de la seva aparició a la sèrie.
En aquell moment, ja hi havia plans per afegir un plató de lounge a la sèrie. Anomenat Ten-Forward, es va crear per tenir un escenari on es pogués mostrar la tripulació de l'USS Enterprise-D interactuant entre ells, així com amb diversos extraterrestres en un ambient més informal. Durant el dinar entre Berman, Roddenberry i Goldberg, va explicar que Star Trek era l'única sèrie de ciència-ficció futurista en aquell moment que coneixia que presentava persones negres de manera destacada. Va preguntar si ja havien escollit el nou Doctor, després de l'acomiadament de Gates McFadden del paper de Beverly Crusher. Roddenberry i Berman van suggerir la creació d'un nou personatge específicament per a Goldberg. Goldberg no es va poder comprometre a aparèixer com a membre permanent del repartiment, cosa que anava d'acord amb els plans per a Ten-Forward, ja que no esperaven que la sala aparegués a cada episodi.

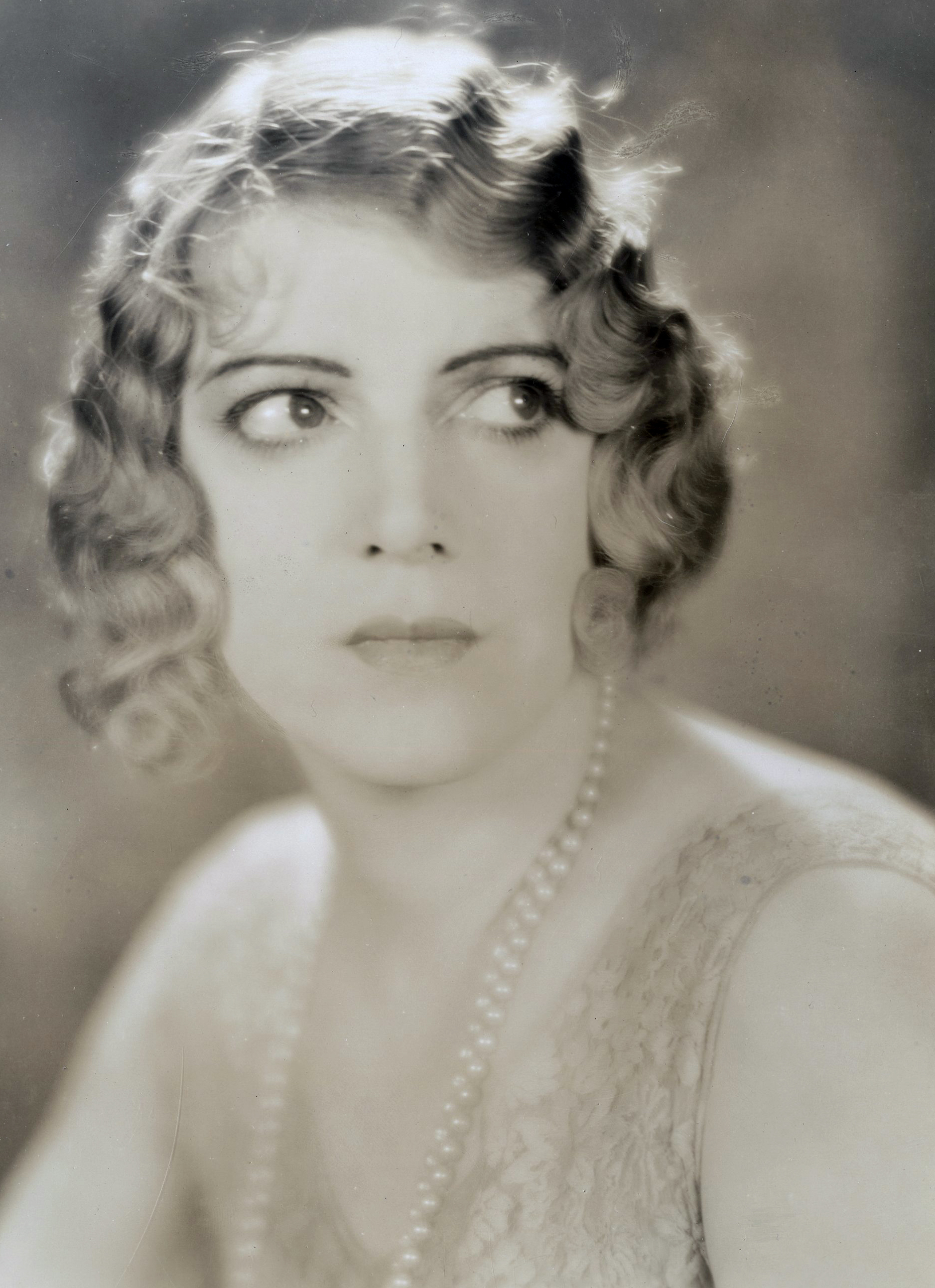
"Texas" Guinan, l'homònim i inspiració per al personatge de Star Trek Guinan

El personatge de Guinan es va basar en Mary Louise Cecilia "Texas" Guinan, una mestre de cerimònies de l'època de la propietaria del 300 Club a Nova York. Tot i que el nom va ser adoptat, la caracterització es va canviar a un místic mundà, en línia amb Yoda de la franquícia Star Wars. Gene Roddenberry, el creador de Star Trek, havia previst el personatge de Guinan com a extremadament antic, cosa que va portar Goldberg a suggerir que podria ser l'avantpassat d'alguns dels altres personatges de la sèrie.
Quan Goldberg va fer la seva primera aparició com a Guinan, a l'episodi "El nen", va ser acreditada com a "Estrella convidada especial" juntament amb Diana Muldaur, que va aparèixer durant tota la segona temporada com a Doctora Katherine Pulaski. Es van programar episodis centrats en Guinan durant la resta de la temporada de La nova generació per coincidir amb la disponibilitat de Goldberg, que en aquell moment continuava apareixent en pel·lícules i altres treballs. En un cas, per a "L'amiga imaginària", Guinan va ser contractada amb poca antelació, prenent línies destinades a altres personatges després que Goldberg estigués disponible inesperadament amb poca antelació.
Hi havia plans per introduir un fill de Guinan en algun moment de "La nova generació", però això mai va succeir. La idea va ressuscitar durant el procés d'escriptura de l'episodi "Rivals" de Star Trek: Deep Space Nine, amb el personatge de Martus Mazur pensat per ser el fill de Guinan. Després que Goldberg no pogués fer una aparició com a convidada, la relació entre els dos personatges va ser escrita. Tanmateix, la primera vegada que es va esmentar l'espècie El-Aurian pel seu nom va ser en aquest episodi, però això pot haver estat inspirat pels guions de Star Trek: Generations que l'equip de guionistes hauria vist en aquell moment de la producció de la sèrie.

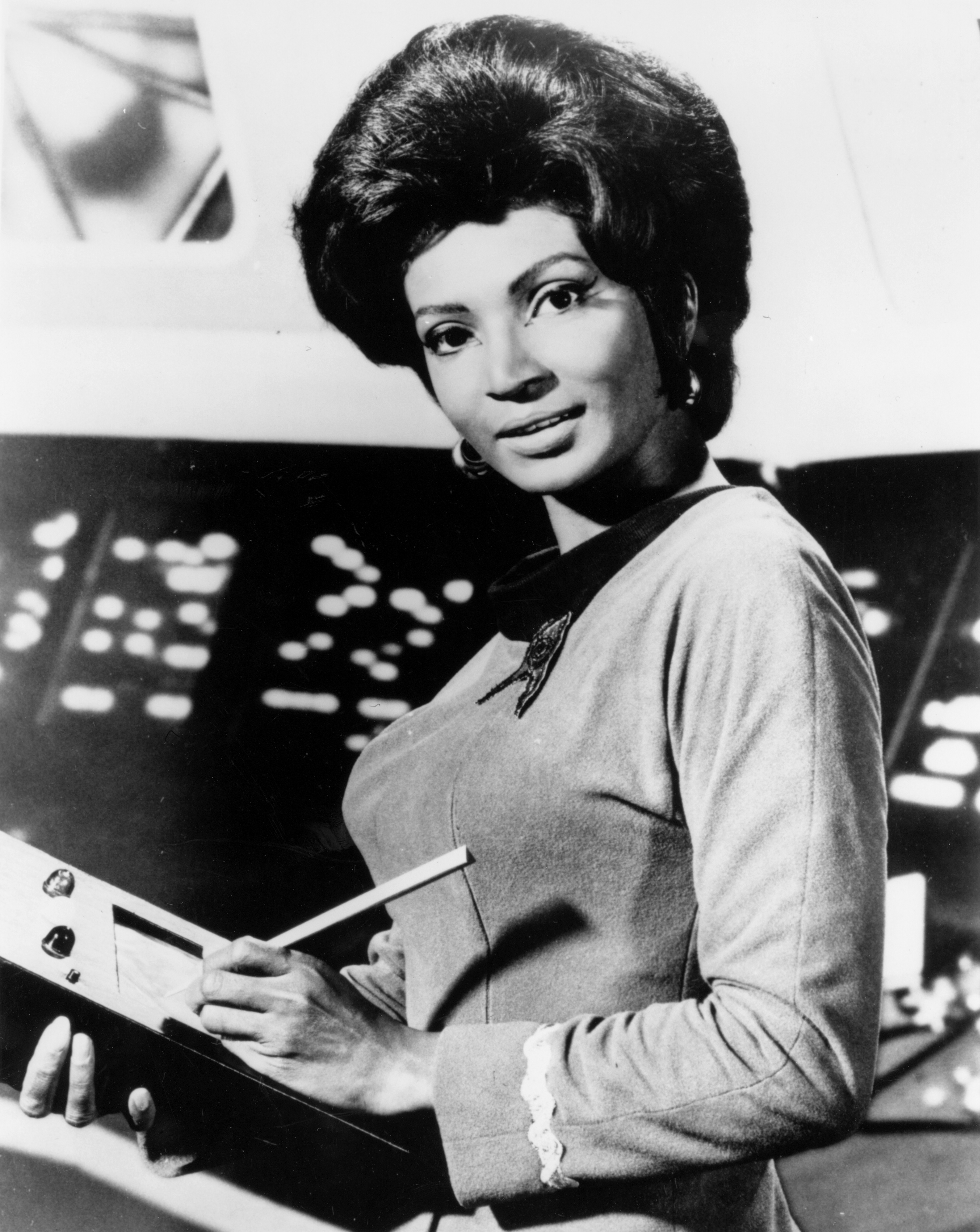
Nichelle Nichols com a Uhura va ser una inspiració per Goldberg mentre creixia.

Goldberg va quedar intrínsecament vinculada a Star Trek, i es va convertir en amiga personal del creador Gene Roddenberry, i posteriorment va ser una de les elogistes al seu funeral el 1991. Durant la producció inicial de Star Trek VI: The Undiscovered Country, es va reunir amb el director Nicholas Meyer per discutir la possibilitat d'aparèixer com a klíngon a la pel·lícula. Això va ser vetat per l'actor Leonard Nimoy, que havia liderat els preparatius per a la pel·lícula, com Christian Slater ja estava preparat per aparèixer a la pel·lícula, no volia veure's aclaparat per cameos de famosos. Més tard va descriure Guinan com una combinació de Yoda, ella mateixa i Andrei Sàkharov, afegint que estava "més agraïda per Star Trek ara com a mare i àvia" i va descriure la perspectiva de Star Trek, dient que "Tots hem de creure que hi ha un futur bo i positiu per a nosaltres."
Goldberg va declarar a la seva primera convenció de Star Trek el 2016 que desitja tornar a la franquícia i aparèixer a Star Trek: Discovery en el futur, ja que el personatge va ser dissenyat específicament per poder aparèixer en qualsevol moment de la línia de temps. Les combinacions d'actor-personatge que tornen són famoses a la franquícia de «Star Trek», i també populars; els episodis "Unificació" (1991) de TNG amb Leonard Nimoy com a Spock a la segona part van obtenir les audiències Nielsen més altes (15,4) d'aquella temporada, i les més altes de TNG excepte pel pilot i el final (vegeu també crossovers de Star Trek). Durant una aparició el 22 de gener de 2020 a The View, el programa d'entrevistes del qual Goldberg és copresentadora, Patrick Stewart va ajudar a fer realitat el desig de Goldberg, convidant-la a aparèixer com a Guinan durant la segona temporada de Star Trek: Picard, cosa que finalment va fer.

### Pel·lícules
Es va prendre la decisió de presentar Goldberg de manera destacada al primer llargmetratge basat en La nova generació, Star Trek: Generations. Això es devia en part al fet que era molt més coneguda pel públic en general que la majoria del repartiment principal,  ja que havia guanyat l'Oscar a la millor actriu secundària als Premis Oscar de 1990  pel seu paper a la pel·lícula Ghost.  Durant el transcurs de la pel·lícula, es revela que el personatge és una El-Aurian per primera vegada.  En arribar el primer dia de producció de Generations, Goldberg va començar a buscar Nichols pel plató, ja que esperava que hi fos, ja que era una pel·lícula creuada entre La sèrie original i La nova generació. Més tard, Walter Koenig va informar que Goldberg estava molesta en veure que els fans volien una escena amb Guinan i Uhura juntes. Nichols no va aparèixer a Generations.

## Producció
El productor Rick Berman va ser considerat "extremadament sensible" sobre qui interactuava amb Goldberg al plató, segons el llibre The Making of Yesterday's Enterprise d'Eric A. Stillwell. En un cas on un coescriptor de "L'Enterprise del passat" va parlar amb Goldberg, Berman se'n va assabentar i va dir que no volia aquest tipus d'interacció que estava orientada a l'oficina de producció.

## Aparicions

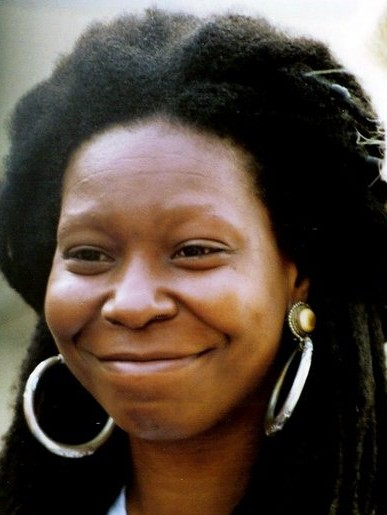
Whoopi Goldberg al festival de cinema de Cannes de 1992

A "Trapelles", el jo més jove de Guinan, és interpretat per Isis Carmen Jones, qui també va interpretar el personatge de Goldberg de petita a la pel·lícula Sister Act (1992). Guinan treballa a Ten-Forward i sovint apareix en episodis per conversar amb els personatges per ajudar-los a resoldre el seu problema. Interactua més habitualment amb el seu amic de tota la vida, Picard, però també és coneguda per ajudar els altres.
Guinan va fer la seva primera aparició a l'episodi d'obertura de la segona temporada "El nen" el 21 de novembre de 1988, a la televisió en redifusió. Durant el transcurs de l'episodi, dóna consells a Wesley Crusher (Wil Wheaton) sobre si hauria de deixar la nau per reunir-se amb la seva mare quan ella fos transferida a Flota Estel·lar Mèdica a la Terra. En aquest episodi, es refereix a la primera trobada amb el capità Jean-Luc Picard (Patrick Stewart) quan va pujar a bord de l'Enterprise-D, cosa que més tard va ser ignorada i descartada. Va fer més aparicions a la segona temporada, inclosa a "L'escandalós Okona" on aconsella a Data que utilitzi l'holocoberta per ajudar-lo a entendre millor la comèdia. i de nou a l'episodi centrat en dades "La mesura humana",, així com a "La princesa", on ella i el comandant William Riker (Jonathan Frakes) intenten explicar el flirteig a Wesley Crusher.
La primera revelació que Guinan era alguna cosa més que una simple cambrera va arribar més tard aquella temporada a l'episodi "Què Q?". Després que Q (John de Lancie) enviï l'Enterprise-D a través de la galàxia, fent que es trobin amb els Borg, ella intercanvia insults amb l'ésser omnipotent que revela que coneix la Guinan de trobades anteriors i suggereix que podria haver estat coneguda per altres noms en el passat. Q intenta treure  Guinan de l'Enterprise, només perquè ella li aixequi les mans en resposta, cosa que implica que posseïa el poder de lluitar contra ell o, si més no, de defensar-se. També informa a Picard que els Borg van portar la seva espècie gairebé a l'extinció més d'un segle abans. Va tornar una vegada més al segon episodi de la tercera temporada, "Evolució", en què explica que té molts fills, i més tard a la temporada a "La trampa explosiva" on revela que troba atractius els caps dels homes calbs. Un cop més es troba cara a cara amb Q a "El déja Q". Guinan és central a la trama de "L'Enterprise del passat", quan la línia temporal canvia després que l'USS Enterprise-C aparegui d'una esquerda espacial. Guinan és l'únic membre de la tripulació que és conscient que alguna cosa ha canviat, creu que la tinent Tasha Yar (Denise Crosby) no hauria d'estar a la nau. La línia temporal es restaura quan l' Enterprise-C torna a entrar a l'esquerda.
Guinan apareix a la primera part de "El bo i millor d'ambdós mons", on ella i el capità Picard reflexionen sobre les seves tàctiques per defensar la nau d'una nau Borg, contemplant la possible fi de la civilització humana. Guinan assegura a Picard que, basant-se en la seva experiència amb els Borg, "la humanitat sobreviurà" encara que només un grapat d'humans visquin per "mantenir viu l'esperit". Guinan també juga un paper a la segona part que va iniciar la quarta temporada. Assessora el comandant Riker en la seva difícil situació a l'hora de tractar amb el Picard assimilat als Borg. Ella li diu que la seva relació amb Picard "va més enllà de l'amistat i més enllà de la família", però aconsella a Riker que ha de trobar una manera d'aturar el Locutus assimilat "no" pensant com Picard. Apareix al següent episodi emès, que continua les experiències de Picard com a Borg, "Família". A "La pèrdua", Guinan aconsella la consellera Deanna Troi (Marina Sirtis) quan perd el seu sentit empàtic, dient-li que encara té les seves habilitats com a consellera en què confiar. Guinan s'uneix a Picard al seu programa d'holocoberta Dixon Hill a l'episodi "Pistes". Les seves altres aparicions a la temporada van incloure "Bebè galàctic", "Terrors nocturns" on revela que guarda un rifle darrere la barra, "En teoria", i la primera part de "Redempció" on aconsegueix una puntuació més alta que el cap de seguretat klíngon Worf (Michael Dorn) en un camp de tir a l'holocoberta.
La seva primera aparició a la cinquena temporada arriba al primer episodi, la segona part de "Redempció". A "L'alferes Ro", fa amistat amb l'alferes Ro Laren (Michelle Forbes) que continua durant la resta de les aparicions dels altres personatges recurrents a la sèrie. A "L'amiga imaginària", Guinan parla de la nebulosa propera amb Data a Ten-Forward. En l'episodi següent, "Jo, Borg", Guinan s'oposa a la presència del Borg conegut com a Hugh a l' Enterprise-D. Més revelacions sobre la història de Guinan es fan al final de temporada, la primera part de "La sageta del temps", quan després de viatjar al segle XIX a San Francisco, Data descobreix una fotografia de Guinan en un diari local. Mentrestant, a l'Enterprise-D, Guinan aconsella a Picard que ha de liderar l'equip visitant per viatjar a través d'una esquerda temporal per salvar Data en el passat.
Central a la trama de la segona meitat de "La sageta del temps", que va obrir la sisena temporada de sisena temporada, Guinan coneix Picard per primera vegada a la seva línia temporal i treballa amb ell i Samuel Clemens per evitar un complot dels extraterrestres de Devidia II. A "Trapelles", juntament amb Picard, Ro i Keiko O'Brien (Rosalind Chao), el seu cos es de-envelleix fins al d'una nena després d'un accident amb un transportador, on la jove Guinan va ser interpretada per l'actriu Isis Jones. Guinan revela que el seu pare encara és viu en aquell moment, ja que anteriorment s'havia estat amagant d'ell a la Terra durant "La sageta del temps". A "Sospites", aconsella a la doctora Beverly Crusher (Gates McFadden) sobre si confiar en els seus instints quan un científic ferengi mor durant un experiment a bord.
Guinan és originària d'El-Auria. El seu poble, de vegades anomenat "oients", s'havia escampat per tota la galàxia després que els Borg envaïssin el seu món natal. Com a refugiada a bord de la nau el-auriana Lakul, és rescatada del Nexus per l'USS Enterprise-B. Això forma part de l'acte d'obertura de Star Trek Generations, la pel·lícula de 1994 que es va fer després de la conclusió dels set anys de durada de la sèrie. Guinan no va aparèixer a les dues pel·lícules següents de   Star Trek (First Contact i Insurrection).
Guinan revela a Nemesis que ha estat casada 23 vegades. A "Evolució" afirma que té molts fills, inclòs un fill que va passar per una fase en què "no escoltava ningú", cosa inusual "en una espècie d'oients".
Guinan apareix a l'estrena de la segona temporada de Star Trek: Picard, quan Jean-Luc Picard la visita al seu bar de Los Angeles anomenat 10 Forward Avenue. Guinan també ha ajustat la seva edat física perquè sembli més gran, ja que als humans no els agrada que els recordin la seva mortalitat. Després de viatjar en el temps fins al 2024 per corregir la línia de temps, Picard i la seva tripulació es troben amb una versió més jove de Guinan que viu a la Terra al segle XXI i que els ajuda. Després del retorn de Picard al present, visita Guinan, que havia mantingut la seva història en el passat en secret per preservar la línia de temps, i revela què havia estat dels amics de Cristobal Rios i Picard del segle XXI. Com es va veure a l'estrena de la tercera temporada, Guinan va decidir aprofitar les properes vacances del Dia de la Frontera venent petites maquetes de les diverses "Enterprise" al seu bar.

### Televisió
Guinan apareix en 29 episodis de "Star Trek: La nova generació", cinc episodis de "Star Trek: Picard" i en dues pel·lícules, "Generations" (1994) i "Nemesis" (2002).

#### Star Trek: La nova generació
- "The Child"
- "L'escandalós Okona"
- "La mesura humana"
- "La princesa"
- "Què Q?"
- "Ombres argentades"
- "Evolució"
- "La trampa explosiva"
- "El déja Q"
- "L'Enterprise del passat"
- "Descendència"
- "Recerques en el buit"
- "El bo i millor d'ambdós mons" (Parts 1 & 2)
- "Família"
- "La pèrdua"
- "Pistes"
- "Bebè galàctic"
- "Terrors nocturns"
- "En teoria"
- "Redempció" (Parts 1 & 2)
- "L'alferes Ro"
- "L'amiga imaginària"
- "Jo, Borg"
- "La sageta del temps" (Parts 1 & 2)
- "Trapelles"
- "Sospites"

#### Star Trek: Picard
- "The Star Gazer"
- "Watcher"
- "Monsters"
- "Mercy"
- "Farewell"

Entre els episodis amb Guinan, "La mesura humana", "L'Enterprise del passat" i l'episodi en dues parts "El bo i millor d'ambdós mons" van rebre una aclamació notable, i una versió ampliada de "La mesura humana" es va estrenar el 2012.

### Pel·lícules
Generations
A Star Trek Generations, publicat el 1994, Guinan explica el Nexus a Picard.
Nemesis
A Star Trek: Nemesis, publicat el 2002, Guinan ha assistit al casament entre Riker i Troi..

### Còmics
El personatge Guinan, amb aspecte semblant al personatge de TNG, apareix en diverses sèries de còmics de TNG, incloent-hi:
- Una versió de còmic de Guinan amb línies i tinta apareix a la portada de l'especial "Star Trek: The Next Generation" "Good Listener/A True Son of Kahless" publicat l'1 de setembre de 1993.[52]
- Star Trek: The Next Generation
  - 80 números del 1989 al 1996
- Star Trek: The Next Generation Special
  - Tres números 1993-1995
- Star Trek: The Next Generation: The Last Generation
  - Cinc números 2008-09[53]
- Star Trek: The Next Generation - Doctor Who: Assimilation²
  - Vuit números el 2012 (Crossover amb la franquícia Doctor Who)

### Novel·les
La primera novel·la que incloïa Guinan va ser Strike Zone de Peter David, publicat el març de 1989. Aquesta novel·la incloïa elements tant de Star Trek (1966–1969) com de La nova generació. La novel·la posterior de Stargazer Oblivion presenta la primera trobada de Picard amb Guinan quan era encara capità de l' "Stargazer", on la trobada ajuda a Guinan a superar la seva greu depressió després que la traguessin del Nexus.

## Recepció i comentaris
"Aquesta va ser una de les meves millors experiències, ja ho he dit al programa abans, Star Trek va ser una de les grans experiències des del principi fins al final. M'ho vaig passar d'allò més bé, millor, millor, el millor moment de la història" 
Lina Morgan, en el seu article per a Syfy Wire sobre els moments essencials de Guinan, la va descriure com "fàcilment un dels millors personatges de la història de Star Trek". La seva llista de moments consistia en el de "La mesura humana" on Guinan explica l'esclavitud a Picard; la vegada que va apunyalar Q amb una forquilla a "El déja Q"; la discussió que té amb el comandant Riker a "El bo i millor d'ambdós mons" i la seva manca de simpatia pels Borg a "Jo, Borg". Morgan va declarar que el seu moment preferit va ser a la segona part de "La sageta del temps", on ella i Picard estan atrapats a la cova i la tensió sexual entre la parella, comparant la relació entre la de River Song i El Doctor a Doctor Who on es coneixen per primera vegada però fora de seqüència.
Terry Erdmann i Paula Block afirmen al seu llibre del 2008 Star Trek 101 que l'episodi clau de Guinan és "L'Enterprise del passat". Descriuen el seu paper a l'episodi com el d'un cor grec per explicar que s'ha produït un canvi a la línia temporal.
El crític de cinema Roger Ebert va descriure Guinan com "la mística resident de l'Enterprise".
El 2016, SyFy va classificar Guinan com un dels 21 personatges secundaris més interessants de Star Trek, assenyalant que era un personatge misteriós que mantenia el públic en suspens. El 2017, IndieWire va qualificar Guinan com el tercer millor personatge de La nova generació, assenyalant-la com un "personatge fascinant". L'estiu del 2019, Screen Rant va suggerir que Guinan podria aconseguir la seva pròpia sèrie més fàcilment, ja que, com que el personatge té centenars d'anys, hi hauria moltes, moltes històries per explicar. El 2018, CBR va classificar Guinan com el vuitè millor personatge recurrent de tots els Star Trek.
El 2018, Screen Rant va classificar Guinan com un dels vuit personatges més poderosos de Star Trek, comentant que "Guinan és un dels enigmes més grans de Star Trek. El juliol de 2019, Screen Rant va classificar Guinan com el setè personatge més intel·ligent de Star Trek.